# 贵重刺梯螺
贵重刺梯螺（学名：Epitonium eximium），舊屬异腹足目海蛳螺科Asperiscala，今屬海螄螺屬。

## 分佈
主要分布于中国大陆的山東沿海，常栖息在潮下带。